# آرتور (بازیکن فوتبال، زاده ۱۹۹۰)
آرتور (انگلیسی: Artur؛ زادهٔ ۱۱ ژوئن ۱۹۹۰) بازیکن فوتبال اهل برزیل است.
از باشگاه‌هایی که در آن بازی کرده‌است می‌توان به باشگاه فوتبال فلومیننزه اشاره کرد.